# HEEL
『HEEL』（ヒール）は1993年10月25日に発売された高橋克典の2枚目のアルバム。

## 解説
前作『BREATHLESS』に続き、佐藤宣彦が編曲・プロデュースを担当。「HEARTBEAT CITYつき抜けて」は後にシングルカットされた。

## 批評
『CDジャーナル』は「スプリングスティーンを規範とするアメリカン・ロックは手堅いが、それ以外にも個性を生かす方向がありそう。次作は異なるプロデューサーで異なる試みを期待」と評した。

## 収録曲
作詞：高橋克典／作曲：高橋克典・佐藤宣彦／編曲：佐藤宣彦（特記以外）
1. 愛なきジェネレーション
作曲：佐藤宣彦
2. 逆光線に射ち抜かれて
3. RECKLESS
4. HEATBEAT CITYつき抜けて
5. ポーカー・フェイス
6. Tonight Tonight
7. 君の笑顔 僕の勇気
作詞：馬場孝幸
8. スタンド・バイ・ミーを聴きながら
9. TAKE MY HEART
10. VANISHING MY HEART
作詞：みかみ麗緒
11. FOR YOU ～哀しい夢に目覚めるとしても～
12. 月のかけら
作曲：高橋克典

## レコーディング参加
- 神長弘一 - ギター
- 関雅夫 - ベース
- 小森啓資 - ドラム
- 鷹羽仁 - キーボード
- 平田文人 - ピアノ
- 川村ケン（SHADY DOLLS） - オルガン
- 松葉美保 - コーラス
- 小野寺昭敏 - コーラス